# Djurslandmotorvejen
De Djurslandmotorvejen (Nederlands: Djurslandautosnelweg) is een autosnelweg in Denemarken, die van Aarhus naar Skødstrup loopt. De autosnelweg begint bij Knooppunt Århus Nord, waar hij aansluit op de Nordjyske Motorvej en de Østjyske Motorvej, en eindigt ten oosten van Skødstrup.
De Djurslandmotorvejenis administratief genummerd als M72. Op de bewegwijzering wordt echter gebruikgemaakt van de primærrute die over de weg loopt, de Primærrute 15. Deze weg loopt van Grenaa via Aarhus en Herning naar Ringkøbing.

## Geschiedenis
Het eerste deel van de Djurslandmotorvejen dat werd geopend lag rond Skødstrup. Dit deel werd geopend in 1978. Tussen 2008 en 2010 is de autosnelweg verlengd naar de Nordjyske en Østjyske Motorvej.